# Kabinet-Meloni
Het kabinet-Meloni (Italiaans: governo Meloni) is de huidige Italiaanse regering die op 22 oktober 2022 geïnstalleerd werd onder de leiding van premier Giorgia Meloni van Fratelli d'Italia (FdI).

## Kabinet-Meloni (2022–heden)
| Ambtsbekleder                            | Ambtsbekleder            | Ambtsbekleder                   | Functie                                             | Ambtstermijn    | Ambtstermijn | Partij |
| ---------------------------------------- | ------------------------ | ------------------------------- | --------------------------------------------------- | --------------- | ------------ | ------ |
|                                          | Giorgia Meloni           | Giorgia Meloni (1977)           | Premier                                             | 22 oktober 2022 | heden        | FdI    |
|                                          | Matteo Salvini           | Matteo Salvini (1973)           | Vicepremier                                         | 22 oktober 2022 | heden        | LN     |
| Minister van Transport en Infrastructuur | Matteo Salvini           | Matteo Salvini (1973)           |                                                     | 22 oktober 2022 | heden        | LN     |
|                                          | Antonio Tajani           | Antonio Tajani (1953)           | Vicepremier                                         | 22 oktober 2022 | heden        | FI     |
| Minister van Buitenlandse Zaken          | Antonio Tajani           | Antonio Tajani (1953)           |                                                     | 22 oktober 2022 | heden        | FI     |
|                                          | Alfredo Mantovano        | Alfredo Mantovano (1958)        | Secretaris- generaal                                | 22 oktober 2022 | heden        | O      |
|                                          | Matteo Piantedosi        | Matteo Piantedosi (1963)        | Minister van Binnenlandse Zaken                     | 22 oktober 2022 | heden        | O      |
|                                          | Giancarlo Giorgetti      | Giancarlo Giorgetti (1966)      | Minister van Financiën                              | 22 oktober 2022 | heden        | LN     |
|                                          | Carlo Nordio             | Carlo Nordio (1947)             | Minister van Justitie                               | 22 oktober 2022 | heden        | FdI    |
|                                          | Adolfo Urso              | Adolfo Urso (1957)              | Minister van Economische Zaken                      | 22 oktober 2022 | heden        | FdI    |
|                                          | Guido Crosetto           | Guido Crosetto (1963)           | Minister van Defensie                               | 22 oktober 2022 | heden        | FdI    |
|                                          | Orazio Schillaci         | Orazio Schillaci (1966)         | Minister van Volksgezondheid                        | 22 oktober 2022 | heden        | O      |
|                                          | Marina Elvira Calderone  | Marina Elvira Calderone (1965)  | Minister van Arbeid en Sociale Zaken                | 22 oktober 2022 | heden        | O      |
|                                          | Giuseppe Valditara       | Giuseppe Valditara (1961)       | Minister van Onderwijs                              | 22 oktober 2022 | heden        | LN     |
|                                          | Anna Maria Bernini       | Anna Maria Bernini (1965)       | Minister van Hoger Onderwijs en Wetenschap          | 22 oktober 2022 | heden        | FI     |
|                                          | Francesco Lollobrigida   | Francesco Lollobrigida (1972)   | Minister van Landbouw                               | 22 oktober 2022 | heden        | FdI    |
|                                          | Gilberto Pichetto Fratin | Gilberto Pichetto Fratin (1954) | Minister van Milieu                                 | 22 oktober 2022 | heden        | FI     |
|                                          | Gennaro Sangiuliano      | Gennaro Sangiuliano (1962)      | Minister van Cultuur                                | 22 oktober 2022 | heden        | O      |
|                                          | Daniela Santanchè        | Daniela Santanchè (1961)        | Minister van Toerisme                               | 22 oktober 2022 | heden        | FdI    |
|                                          | Luca Ciriani             | Luca Ciriani (1967)             | Minister voor Parlementaire Betrekkingen            | 22 oktober 2022 | heden        | FdI    |
|                                          | Paolo Zangrillo          | Paolo Zangrillo (1961)          | Minister voor Publieke Diensten                     | 22 oktober 2022 | heden        | FI     |
|                                          | Raffaele Fitto           | Raffaele Fitto (1969)           | Minister voor Europese Zaken                        | 22 oktober 2022 | heden        | FdI    |
|                                          | Roberto Calderoli        | Roberto Calderoli (1956)        | Minister voor Regionale Zaken                       | 22 oktober 2022 | heden        | LN     |
|                                          | Elisabetta Casellati     | Elisabetta Casellati (1946)     | Minister voor Bestuurlijke Vernieuwing              | 22 oktober 2022 | heden        | FI     |
|                                          | Nello Musumeci           | Nello Musumeci (1955)           | Minister voor Zuid-Italië en Maritime Zaken         | 22 oktober 2022 | heden        | FdI    |
|                                          | Eugenia Roccella         | Eugenia Roccella (1953)         | Minister voor Familiezaken en Gelijkheid            | 22 oktober 2022 | heden        | FdI    |
|                                          | Andrea Abodi             | Andrea Abodi (1960)             | Minister voor Sport en Jeugdzaken                   | 22 oktober 2022 | heden        | O      |
|                                          | Alessandra Locatelli     | Alessandra Locatelli (1976)     | Minister voor Gehandicapten en Mindervaliden Beleid | 22 oktober 2022 | heden        | LN     |

De Gasperi II · De Gasperi III · De Gasperi IV · De Gasperi V · De Gasperi VI · De Gasperi VII · De Gasperi VIII · Pella · Fanfani I · Scelba · Segni I · Zoli · Fanfani II · Segni II · Tambroni · Fanfani III · Fanfani IV · Leone I · Moro I · Moro II · Moro III · Leone II · Rumor I · Rumor II · Rumor III · Colombo · Andreotti I · Andreotti II · Rumor IV · Rumor V · Moro IV · Moro V · Andreotti III · Andreotti IV · Andreotti V · Cossiga I · Cossiga II · Forlani · Spadolini I · Spadolini II · Fanfani V · Craxi I · Craxi II · Fanfani VI · Goria · De Mita · Andreotti VI · Andreotti VII · Amato I · Ciampi · Berlusconi I · Dini · Prodi I · D'Alema I · D'Alema II · Amato II · Berlusconi II · Berlusconi III · Prodi II · Berlusconi IV · Monti · Letta · Renzi · Gentiloni · Conte I · Conte II · Draghi · Meloni